# 묘호지역 (니가타현)
묘호지역(일본어: 妙法寺駅)은 일본 니가타현 나가오카시에 위치한 동일본 여객철도 에치고선의 철도역이다. 단선 승강장 1면 1선의 구조를 갖춘 지상역이다.

## 이용 현황
| 승차 인원 추이 | 승차 인원 추이 |
| 연도           | 1일 평균       |
| -------------- | -------------- |
| 2009           | 40             |
| 2010           | 34             |

## 역 주변
- 국도 제116호선

## 역사
- 1913년 5월 27일 : 에치고 철도의 무라타 임시정류장으로서 개업.
- 1915년 11월 3일 : 정류장으로 승격. 동시에 무라타 정류장으로 개칭.
- 1916년 9월 25일 : 정거장으로 승격.
- 1927년 10월 1일 : 에치고 철도가 국유화. 국철 에치고선 소속으로 함.
- 1962년 2월 1일 : 화물 취급 폐지.
- 1980년 12월 24일 : 현 역사 준공. 준공식 거행.
- 1987년 4월 1일 : 일본국유철도 분할 민영화에 의해, 동일본 여객철도가 승계.
- 1992년 4월 1일 : 간이 위탁 해제, 완전 무인화.

## 인접 역
| 동일본 여객철도 에치고선   | 동일본 여객철도 에치고선 | 동일본 여객철도 에치고선 |
| -------------------------- | ------------------------ | ------------------------ |
| 이즈모자키 가시와자키 방면 | ■ 에치고선               | 오지마야 니가타 방면     |